# Cynorkis summerhayesiana
Cynorkis summerhayesiana är en orkidéart som beskrevs av Daniel Geerinck. Cynorkis summerhayesiana ingår i släktet Cynorkis, och familjen orkidéer. Inga underarter finns listade i Catalogue of Life.